# 桜井市消防本部
桜井市消防本部（さくらいししょうぼうほんぶ）は、奈良県桜井市に存在した消防部局（消防本部）。管轄区域は桜井市全域。奈良県広域消防組合に統合し解散した。

## 概要
- 消防本部：奈良県桜井市大字粟殿432-1
- 管内面積：98.92km2
- 職員定数：78人
- 消防署1カ所
- 主力機械（2009年4月1日現在）
  - 普通消防ポンプ自動車：4
  - 水槽付消防ポンプ自動車：1
  - はしご付消防自動車：1
  - 救急自動車：4
  - 指揮車：1
  - 救助工作車：1
  - 広報車：3
  - 資機材搬送車：1

## 沿革
- 1961年7月 – 桜井市消防本部を開設。
- 1962年8月 – 救急業務を開始。
- 1967年11月 – 桜井分遣所を設置。
- 1981年7月 – 桜井分遣所での救急業務を開始。
- 1992年12月 – 桜井東分遣所を開設。
- 1995年12月 – 桜井東分遣所での救急業務を開始。
- 2014年4月1日 - 奈良県広域消防組合に統合し解散した[1][2][3]。